# 藤崎バス乗継ターミナル
藤崎バス乗継ターミナル（ふじさきバスのりつぎターミナル）は、福岡県福岡市早良区百道にある福岡市営のバスターミナル。単に藤崎バスターミナルとも称する。

## 概要
福岡市営バスターミナル条例（昭和56年3月30日福岡市条例第26号）に基づいて設置された福岡市唯一の市営バスターミナルで、福岡市早良市民センターの1階にある。早良区役所に隣接し、空港線藤崎駅と連絡している。共栄ロードサービス、太平ビルサービス（福岡法人）からなる藤崎バスターミナルJVが指定管理者となっている。
空港線開業時に、バスアンドライド政策の一環として建設された が、長らく四箇田団地や室住団地などの郊外部から天神や博多駅の都心部、シーサイドももち方面に直通する路線が多かった。しかし、2014年11月1日に当ターミナルを乗継拠点として活用するダイヤ改正が行われ、当ターミナルを起終点とする便が増加し、さらにこの日に福岡市立こども病院が中央区唐人町から移転したため、移転先のアイランドシティ行きの系統も新設されたが2022年に廃止された。。シーサイドももち方面のバスは本数が比較的多いことから、地下鉄から乗り継いで行くには便利である。
また、早良区役所やももちパレス（福岡県立ももち文化センター）、福岡市ももち体育館、早良警察署、西福岡税務署などの公共施設が藤崎の隣接地区（百道）に多く立地していることから、このバスターミナルを起終点および経由地とする路線も多い。一部の乗り場では、バス到着時に自動案内放送が流れる。
現在は西日本鉄道（西鉄バス）のみが使用するが、かつては昭和自動車も発着していた（路線廃止などによって現在は当所に停車するバスはない）。

## 沿革
- 1979年（昭和54年）12月21日 - 事業免許。
- 1980年（昭和55年）1月17日 - 「福岡都市計画自動車ターミナル第5号藤崎バスターミナル」として都市計画決定
- 1980年（昭和55年）3月10日 - 着工。
- 1981年（昭和56年）10月24日 - 開業。
- 2007年（平成19年）3月31日 - 売店が閉店。

## 利用状況
| 区分             | 1981年 | 1981年 | 1983年 | 1983年 | 1987年 | 1987年 | 1992年 | 1992年 | 2011年 | 2011年 | 2017年 | 2017年 |
| ---------------- | ------ | ------ | ------ | ------ | ------ | ------ | ------ | ------ | ------ | ------ | ------ | ------ |
| バス～外部       | 2,828  | 74.1%  | 2,282  | 55.3%  | 1,531  | 39.2%  | 1,081  | 27.8%  | 3,088  | 58.4%  | 1,974  | 35.8%  |
| バス～バス乗継   | 385    | 10.1%  | 406    | 9.8%   | 313    | 8.0%   | 277    | 7.1%   | 45     | 0.9%   | 996    | 18.1%  |
| バス～地下鉄乗継 | 604    | 15.8%  | 1,437  | 34.8%  | 2,063  | 52.8%  | 2,529  | 65.1%  | 2,159  | 40.8%  | 2,548  | 46.2%  |
| 計               | 3,817  | 100%   | 4,125  | 100%   | 3,907  | 100%   | 3,887  | 100%   | 5,292  | 100%   | 5,518  | 100%   |

## 乗り場・発着路線

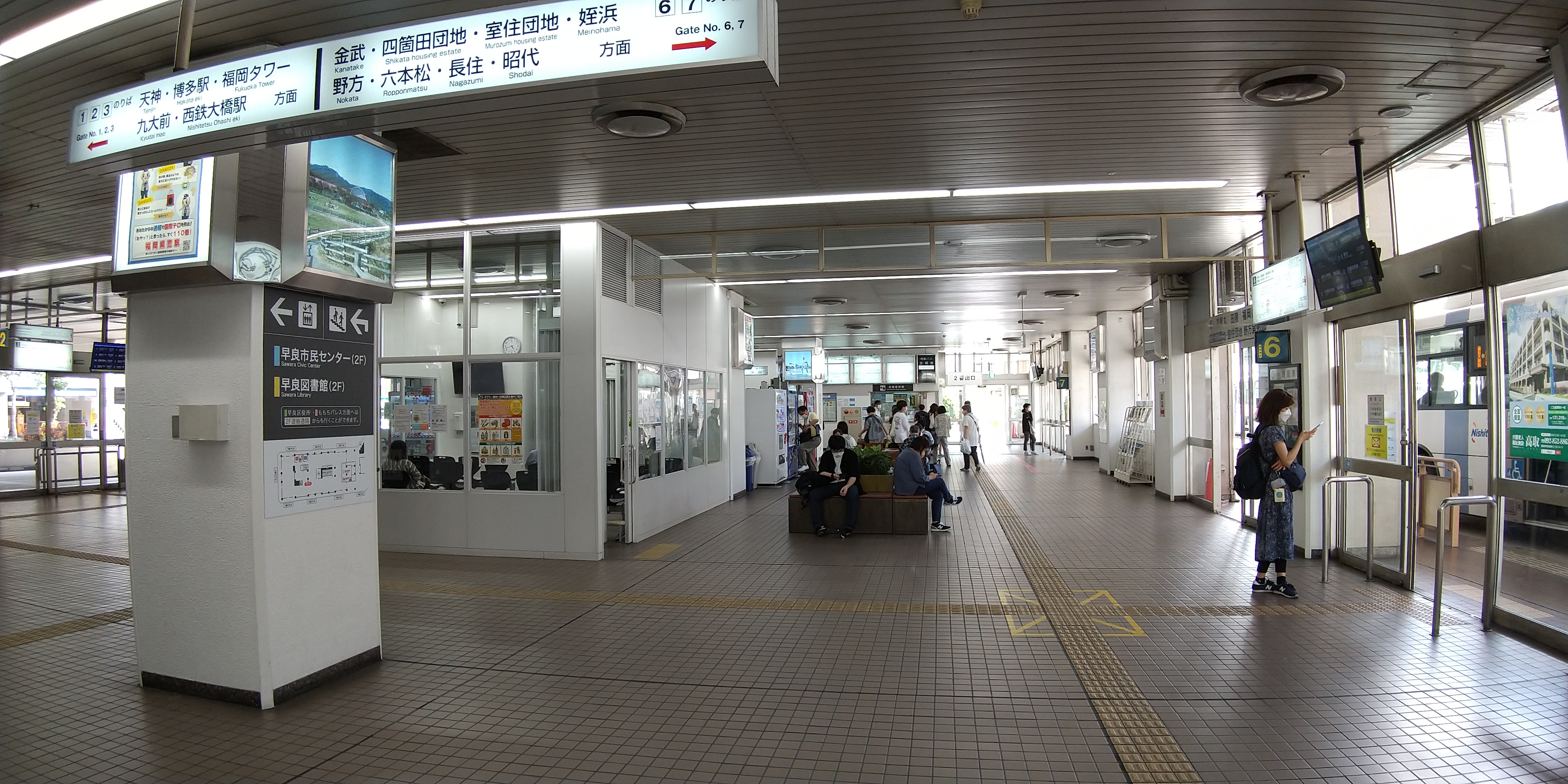
プラットフォーム

路線は2025年3月15日現在
| 系統                                                              | 途中経由地                                                                   | 行先                                                              | 備考                                                              |
| 1番のりば（シーサイドももち・福岡タワー・みずほPayPayドーム方面） | 1番のりば（シーサイドももち・福岡タワー・みずほPayPayドーム方面）            | 1番のりば（シーサイドももち・福岡タワー・みずほPayPayドーム方面） | 1番のりば（シーサイドももち・福岡タワー・みずほPayPayドーム方面） |
| ----------------------------------------------------------------- | ---------------------------------------------------------------------------- | ----------------------------------------------------------------- | ----------------------------------------------------------------- |
| 1 1-5                                                             | 福岡タワー                                                                   | 九州医療センター                                                  |                                                                   |
| 2-9                                                               | 福岡タワー                                                                   | 九州医療センター                                                  | 平日のみ                                                          |
| 2-9                                                               | 福岡タワー                                                                   | 福岡タワー（TNC放送会館）                                         | 土曜のみ                                                          |
| 306                                                               | 福岡タワー・みずほPayPayドーム・西公園ランプ・都市高速・呉服町ランプ・呉服町 | 博多駅                                                            |                                                                   |
| 312                                                               | 福岡タワー・百道ランプ・都市高速・呉服町ランプ・呉服町                       | 博多駅                                                            | 平日1本のみ                                                       |
| W1                                                                | 福岡タワー・みずほPayPayドーム・西公園ランプ・都市高速・天神北ランプ・天神   | 西鉄大橋駅                                                        | 平日2本のみ                                                       |
| W2                                                                | 福岡タワー・百道ランプ・都市高速・天神北ランプ・天神                         | 西鉄大橋駅                                                        | 平日1本のみ                                                       |
| 2番のりば（西新・昭和通・天神方面）                               |                                                                              |                                                                   |                                                                   |
| 2                                                                 | 西新・昭和通                                                                 | 天神三丁目                                                        |                                                                   |
| 93                                                                | 脇山口・荒江・野芥・早寿園                                                   | 四箇田団地                                                        |                                                                   |
| 3番のりば（城南線・博多駅方面）                                   |                                                                              |                                                                   |                                                                   |
| 9                                                                 | 西新・六本松・薬院・住吉                                                     | 博多駅                                                            |                                                                   |
| 9                                                                 | 西新・六本松・薬院・住吉・博多駅・呉服町・県庁                               | 箱崎三丁目                                                        | 平日のみ                                                          |
| 9(特快)                                                           | 西新・六本松・薬院・博多駅・呉服町                                           | 中央ふ頭                                                          | ★連節バス★                                                        |
| 4番・5番のりば                                                    |                                                                              |                                                                   |                                                                   |
|                                                                   |                                                                              | （降車場）                                                        |                                                                   |
| 6番のりば（原・四箇田・金武・室住方面）                           |                                                                              |                                                                   |                                                                   |
| 2                                                                 | 次郎丸                                                                       | 四箇田団地 金武車庫                                               |                                                                   |
| 2                                                                 | 田隈新町・福岡歯科大学前                                                     | 四箇田団地 金武車庫                                               |                                                                   |
| 2                                                                 | 田隈新町                                                                     | 歯科大病院                                                        |                                                                   |
| 2-3                                                               | 原                                                                           | 室住団地 野方                                                     |                                                                   |
| 2-9                                                               | 原                                                                           | 賀茂駅                                                            |                                                                   |
| 8                                                                 | 南庄・室見団地                                                               | 室住団地                                                          |                                                                   |
| 7番のりば（昭代・博多駅・中央ふ頭・姪浜・桧原方面）               |                                                                              |                                                                   |                                                                   |
| 1                                                                 | 姪浜・新室見・壱岐農協前・橋本                                               | 野方 壱岐丘中学校                                                 |                                                                   |
| 1                                                                 | 姪浜駅南口・新室見・野方・橋本駅                                             | 金武車庫                                                          |                                                                   |
| 1-5                                                               | 姪浜駅・新室見・拾六町団地                                                   | 野方                                                              |                                                                   |
| 11                                                                | 昭代・六本松・薬院・住吉                                                     | 博多駅                                                            |                                                                   |
| 11                                                                | 昭代・六本松・薬院・住吉・博多駅・呉服町                                     | 中央ふ頭                                                          |                                                                   |
| 69-1                                                              | 昭代・城南区役所・小笹・百年橋                                               | 博多駅筑紫口                                                      |                                                                   |
| 96                                                                | 西新・六本松・長住                                                           | 桧原営業所                                                        |                                                                   |
| 8番のりば                                                         |                                                                              |                                                                   |                                                                   |
|                                                                   | 特別支援学校スクールバスなど                                                 |                                                                   |                                                                   |

## 藤崎バス停留所
ターミナルから見て明治通りの真向かいに位置。
- ■9
  - 愛宕下⇒豊浜団地⇒マリナタウン⇒能古渡船場（愛宕浜営業所）